# Đoàn Văn nghệ Việt Nam
Đoàn Văn nghệ Việt Nam là lực lượng xung kích thuộc Cục Tâm lý chiến, Tổng cục Chiến tranh Chính trị, Bộ Tổng Tham mưu Quân lực Việt Nam Cộng hòa.

## Lịch sử

### Thời Quốc gia Việt Nam
Đoàn Văn nghệ Việt Nam có tiền thân là Trung-đội Văn-nghệ Lưu-động, thành lập ngày 1 tháng 4 năm 1955 tại đô thành Sài Gòn, sau nâng lên là Đoàn Văn-tác-vụ trực thuộc Bộ Quốc Phòng, được thành lập năm 1954 đồng thời với Đài Vô tuyến Việt Nam mà đoàn trưởng là nhạc sĩ Anh Ngọc. Thành viên lực lượng này là những nam thanh nữ tú tuyển lựa từ khu vực nông thôn, được luyện thanh và học múa để phụng vụ đồng bào cũng như chiến sĩ.
Đoàn hiếm khi hoạt động cố định mà phân thành các đội 10-20 người đi biểu diễn ở thôn trang, tiền đồn với mục phiêu khích lệ quân dân sản xuất và chiến đấu, xiển dương ý thức tin tưởng vào vị thế của chính phủ. Những giọng ca của đoàn cũng thường xuất hiện trên sóng phát thanh Quân Đội, Pháp Á. Đây được coi là lực lượng văn nghệ tuyên truyền đắc lực nhất trong công cuộc chống Cộng bấy giờ.

### Thời Đệ nhất Cộng hòa
Ngay khi tổng thống Ngô Đình Diệm đăng cơ đã nêu cao sứ mạng xung kích của các đội văn nghệ tuyên truyền, cho nên Đoàn Văn Tác Vụ được coi là cánh tay phải của Cục Tâm lý chiến, Nha Chiến tranh Chính trị.
Để hậu thuẫn cho lực lượng, Cục lập thêm báo Tiền Tuyến. Các nghệ sĩ thuộc biên chế đoàn được tiêu chuẩn như sĩ quan, nhiều người còn được cấp quân hàm và sống cùng gia đình tại quân doanh.
Hằng năm, bên cạnh các nghệ sĩ cố định, Cục tuyển mộ những nghệ sĩ ăn khách đương thời để lập Biệt-đoàn Văn-nghệ Trung-ương xuất ngoại trình diễn, mà thường là Paris, London, Roma, Washington, Tokyo. Riêng tại Paris, đoàn có những tiếp xúc cả bí mật và công khai với các đoàn văn nghệ tuyên truyền Bắc Việt. Đoàn trưởng là nhạc sĩ Phạm Duy.

### Thời quân phiệt và Đệ nhị Cộng hòa

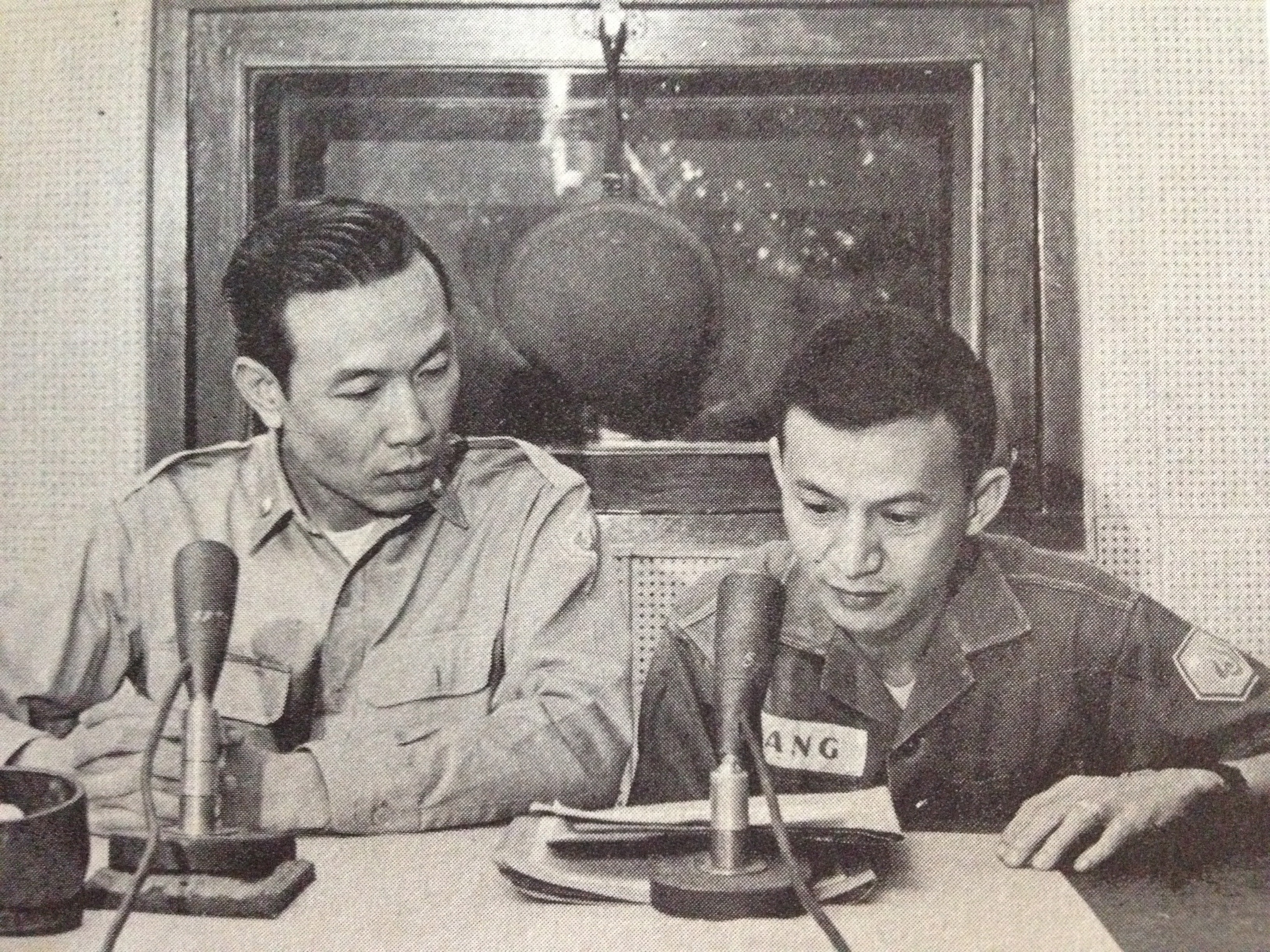
Nhạc sĩ Anh Ngọc và Nhật Bằng trong phòng thâu Đài Tiếng nói Quân đội năm 1965.

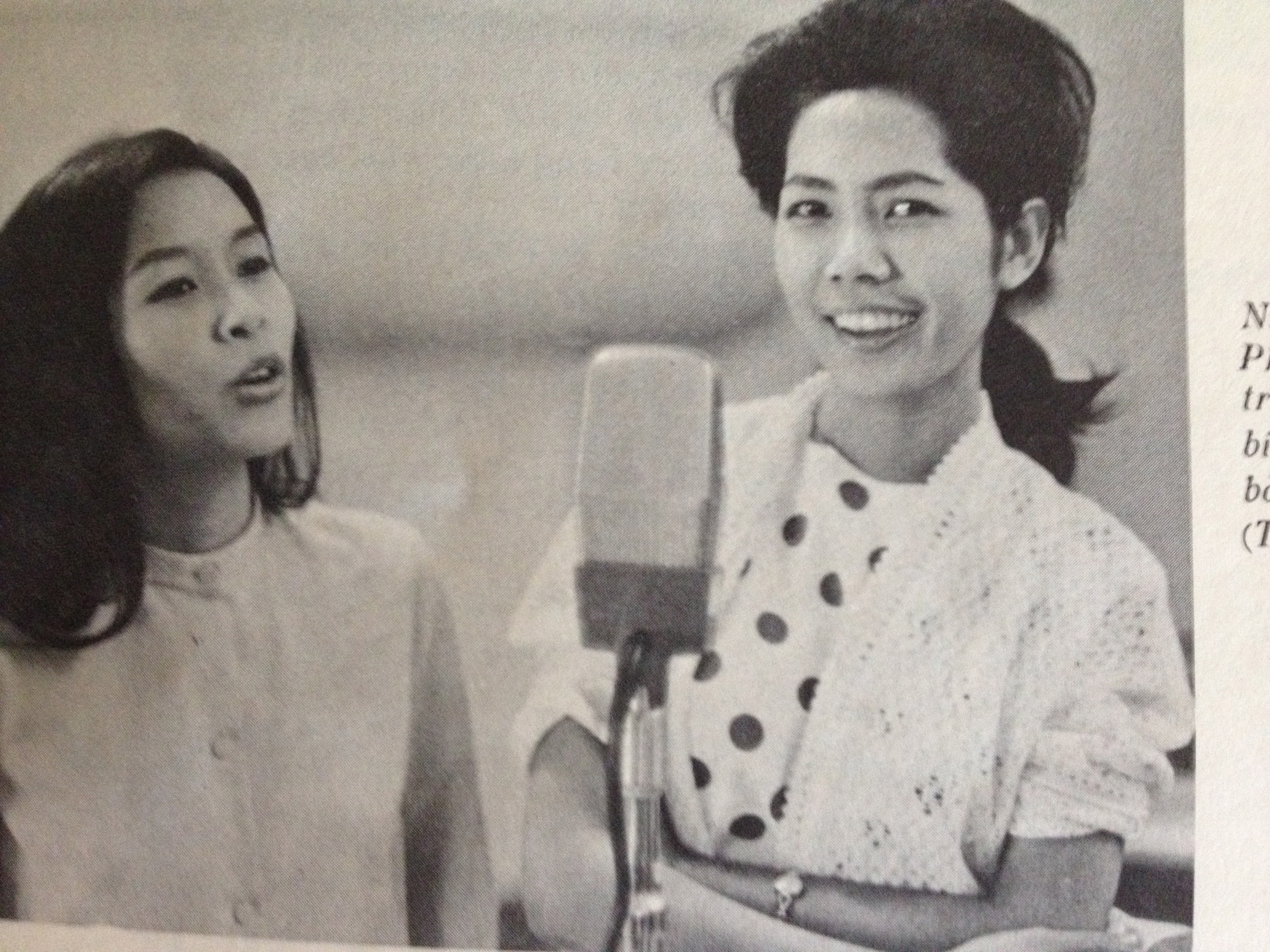
Ca sĩ Tâm Đan (trái) và Phương Dung (phải) trong buổi phát thanh Đài Tiếng nói Quân đội năm 1965.

Sau Cách mạng 01 tháng 11, Đoàn Văn Tác Vụ được quy vào Tiểu đoàn I Chiến tranh Tâm lý. Văn nghệ Việt Nam Cộng hòa lúc này được phát triển tự do hơn trước. Do đó, nhân viên Đoàn Văn Tác Vụ ngoài thời gian công tác được phép ra ngoài biểu diễn. Số lượng nhân viên về sau càng ít đi do trào lưu văn nghệ đại chúng tăng mạnh, tuy nhiên, bổng lộc cũng ngày càng cao.
Thời kì này, Cục lập thêm các đài Tiếng Nói Tự Do, Mẹ Việt Nam, Gươm Thiêng Ái Quốc, Tiếng Nói Nam Bộ để anh chị em biệt đoàn có thêm cơ hội phát triển tiềm năng. Đài Truyền hình Việt Nam cũng có những chương trình riêng cho Đoàn Văn Tác Vụ.
Thành viên lưu động của Đoàn Văn-nghệ Việt-Nam có lúc lên đến hàng trăm người, việc quản lí được ông Bí thư Tham vụ Báo chí kiêm Tổng trưởng Thông tin Chiêu hồi Hoàng Đức Nhã ủy thác nhạc sĩ Hoàng Thi Thơ. Không chỉ có nhiệm vụ nêu cao chính nghĩa Việt Nam Cộng hòa giữa hai làn đạn, mà đoàn còn phải quảng bá văn hóa Việt Nam ra thế giới. Bấy giờ, các tòa đại sứ Việt Nam Cộng hòa được phát một số đáng kể băng từ thâu âm hoặc thâu hình những tiết mục đặc sắc của Đoàn Văn nghệ Việt Nam để tặng cho các hãng truyền thông quốc tế, bìa băng thường in hình các thắng cảnh Việt Nam.
Sang thập niên 1970, do tình thế văn nghệ Việt Nam sa sút trước làn sóng phim chưởng Hương Cảng Đài Loan, giới nghệ sĩ có nhiều người phải bỏ nghề, nên nòng cốt Đoàn Văn nghệ Việt Nam hầu hết hoặc có khi hoàn toàn là Đoàn Văn-nghệ Maxim's, ông bầu Hoàng Thi Thơ cũng lãnh trọng trách trưởng đoàn.
- Ban đại hợp xướng trung ương
- Ban đại hòa tấu
- Vũ đoàn dân tộc
- Vũ đoàn Tây phương
- Ban hòa tấu Jazz
- Ban kích động nhạc
- Ban thoại kịch
- Ban chèo
- Ban cải lương

## Văn hóa
Đoàn Văn nghệ Việt Nam đã có manh nha lẻ tẻ từ những năm cuối thập niên 1940 với mục đích chính là công tác cứu tế xã hội, nhưng kể từ Cách mạng 01 tháng 11 thì Ngày Truyền Thống được ấn định là Mồng 3 Tháng 9 Năm 1965, khi Bộ Thông Tin Chiêu Hồi hợp nhất các đoàn tự do thành Biệt đoàn Văn nghệ Trung ương. Tự bấy đến nay, ngày này vẫn được tạm coi là ngày thành lập.
Tại Hội nghị Paris 1968, do tính cấp bách của tình huống chính trị, chính phủ đã cử đương kim phó tổng thống Nguyễn Cao Kỳ và đệ nhị phu nhân Đặng Tuyết Mai dẫn đoàn sang Paris biểu diễn. Trong thời gian thương thảo Hiệp định Paris 1973, đôi nghệ sĩ Nguyễn Thành Châu (Năm Châu) và Trương Phụng Hảo (Phùng Há) được cử làm trưởng và phó đoàn. Ngày 30 tháng 04 năm 1975, khi tổng thống Dương Văn Minh đọc tuyên bố giải thể chế độ, Đoàn Văn nghệ Việt Nam do ông bầu Hoàng Thi Thơ dẫn đầu vẫn đang lưu diễn tại Tokyo. Buổi biểu diễn cuối cùng của đoàn trước khi rã ngũ là trên sóng NHK.
Trong các năm sau đó, giới văn nghệ sĩ hải ngoại lưu vong tiếp tục tổ chức các kì lưu diễn và đại nhạc hội phục vụ đồng bào tha hương dưới danh xưng Đoàn Văn nghệ Việt Nam. Mà theo hồi ức nhạc sĩ Nam Lộc, đoàn trưởng ban đầu là nhạc sĩ Lữ Liên và nối nghiệp là nhạc sĩ Nam Lộc, lại lập hẳn Ban Tổ chức Đại hội Văn nghệ Việt Nam để duy trì hoạt động cho mãi đến cuối thập niên 1990 và nhằm các dịp Tết Nguyên Đán, thành viên đoàn có lúc lên đến hơn 100 người.
Ngày 30 tháng 10 năm 1996, các cựu nhân viên Đoàn Văn nghệ Việt Nam đi đến quyết định thành lập Hội Ái Hữu Biệt Đoàn Văn Nghệ Trung Ương tại California, duy trì các hoạt động hội ngộ và khôi phục công tác lưu diễn phục vụ kiều bào tha hương. Tuyệt đối đa số đã bầu ban chấp hành lâm thời cho Hội, gồm: Chủ tịch danh dự: nghệ sĩ Lữ Liên; chủ tịch điều hành: nghệ sĩ Hương Sắc; ban cố vấn: nghệ sĩ Ba Bé, nhạc sĩ Ngọc Chánh, nhà báo Lâm Tường Dũ; tổng thư ký kiêm thủ quỹ: ca sĩ Dạ Lý; phụ tá tổng thư ký đặc trách ngoại vụ: ca sĩ Phương Hồng Quế; phụ tá tổng thư ký đặc tránh nội vụ: ca sĩ Kim Oanh; ủy viên thông tin và liên lạc: Linh Thư; ủy viên tân nhạc: ca sĩ Xuân Sơn; ủy viên cổ nhạc: nghệ sĩ Minh Phụng; ủy viên kịch: nghệ sĩ Hương Huyền. Đến thập niên 2020, Hội duy trì hai nhánh ở khu vực Nam California và Paris.

## Hình ảnh

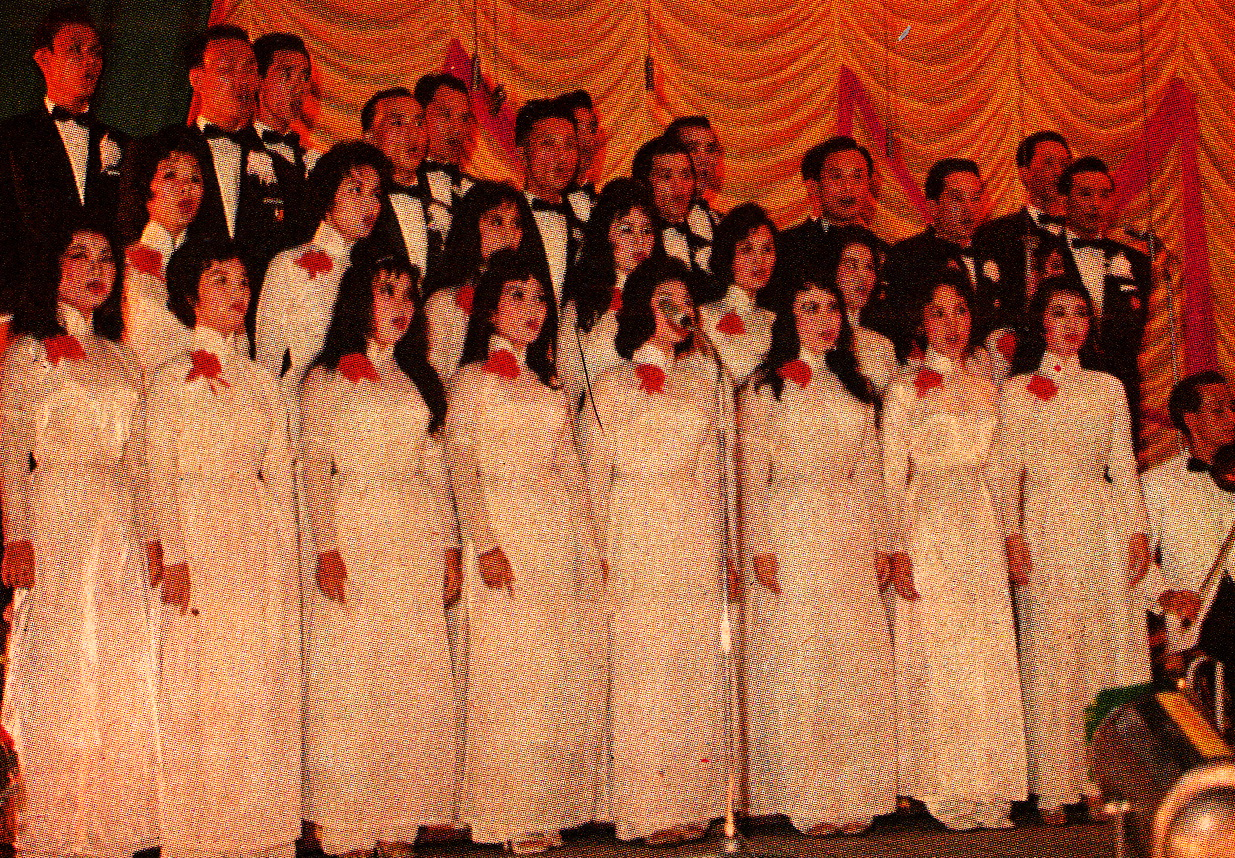
Ban hợp ca Hoàng Thi Thơ trên sóng Truyền hình Việt Nam năm 1967
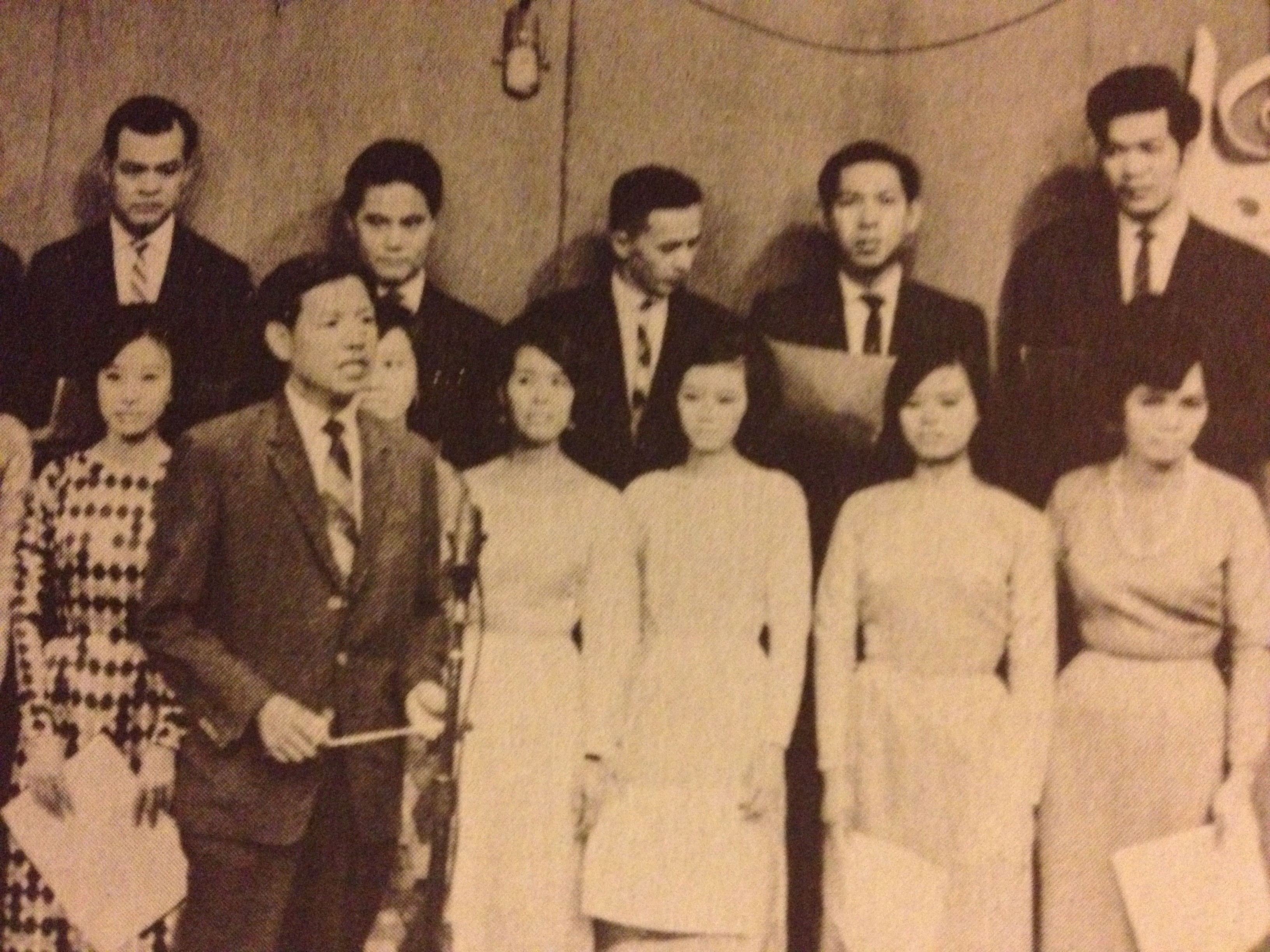
Ban Tiếng Tơ Đồng trên sóng Truyền hình Việt Nam năm 1968.
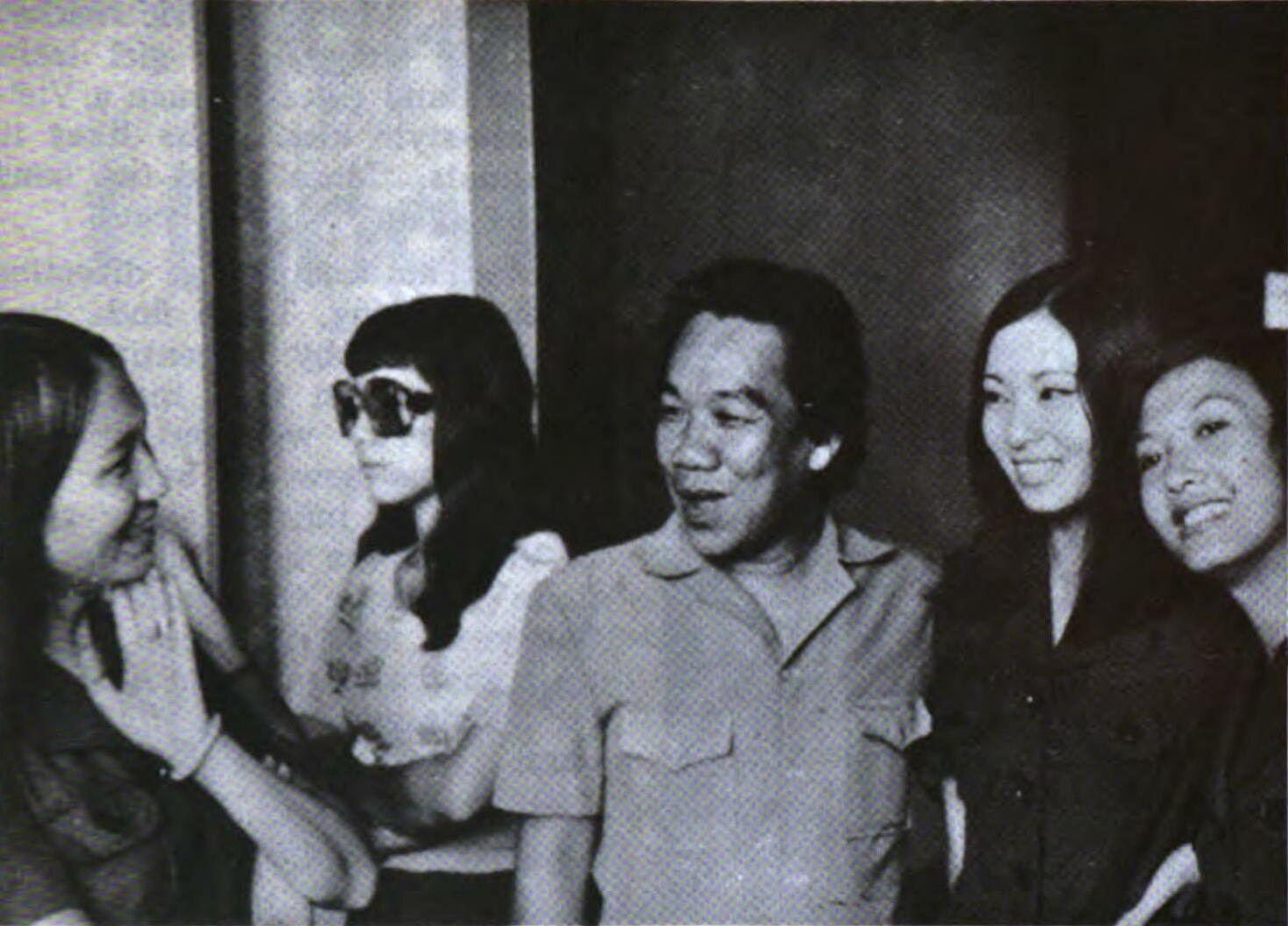
Quái kiệt Trần Văn Trạch cùng các nữ nghệ sĩ Biệt đoàn Văn nghệ Trung ương năm 1974

## Liên kết

### Tư liệu
- Tưởng niệm văn nghệ sĩ Việt Nam Cộng hòa
- The Jimmy Show | Ca sĩ Lan Ngọc | SET TV 56.5 | www.setchannel.tv
- The Jimmy Show | Lan Ngọc | SET TV www.setchannel.tv
- Những mỹ nhân tuyệt sắc của làng nghệ thuật Sài Gòn trên hình bìa tạp chí Kịch Ảnh năm 1957
- Ca sĩ phòng trà: Lan Ngọc - Hát suốt 40 năm và hơn nữa...
- Timeline of NVA invasion of South Vietnam